# Allgemeiner Deutscher Nachrichtendienst

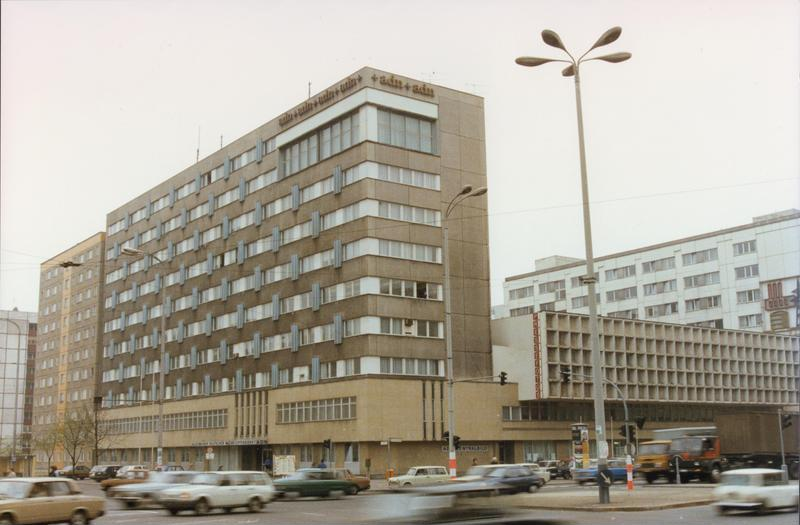
Das 1971 seiner Bestimmung übergebene Gebäude von ADN und ADN-Zentralbild an der Mollstraße.

Der Allgemeine Deutsche Nachrichtendienst (ADN) war neben Panorama DDR die einzige zugelassene Nachrichten- und Bildagentur der Deutschen Demokratischen Republik. Er nahm eine Monopolstellung bei der Belieferung fast aller Zeitungen sowie von Funk und Fernsehen der DDR mit Nachrichten, Berichten, Artikeln und Fotos mit überregionalem Charakter ein. Mit rund sechzig Agenturen anderer Länder fand ein Nachrichtenaustausch statt, woraus sich zugleich auch die Filterfunktion für die DDR-Medien ergab. ADN unterstand offiziell dem Ministerrat der DDR, wurde aber angeleitet und beaufsichtigt vom zentralen Parteiapparat der Sozialistischen Einheitspartei Deutschlands. Ab 1971 war es im ADN-Gebäude an der Mollstraße untergebracht. Bis 1989 hatte der ADN etwa 1.400 Mitarbeiter.

## Geschichte
Der ADN war im Oktober 1946 mit Zustimmung der sowjetischen Militäradministration in Deutschland von mehreren Verlagen, Zeitungen und Rundfunksendern als GmbH gegründet worden. Im April 1953 wurde die ADN GmbH auf Weisung der SED-Führung aufgelöst und in eine staatliche Nachrichtenagentur umgewandelt. 1956 wurde die selbständige „Zentrale Bildstelle Berlin“ unter dem Namen ADN-Zentralbild (ADN-ZB) in die Agentur eingegliedert. Nach dem Statut des ADN von 1966 ergaben sich Ziele und Aufgaben aus dem Programm der SED, den Beschlüssen des SED-Zentralkomitees und den Erlassen, Verordnungen und Beschlüssen des Staatsrates sowie des Ministerrates der DDR.
Im Herbst 1961, nach dem Bau der Mauer, musste es der ADN hinnehmen, dass seine Mitarbeiter von der westdeutschen Bundespressekonferenz ausgeschlossen wurden. Erst 30 Jahre später wurden die ADN-Korrespondenten wieder als vollwertige Mitglieder der BPK aufgenommen.
Bis Ende der 1970er Jahre wurde der „Basisdienst“ des ADN, der von den Bereichen Inland und Ausland erarbeitet wurde, über Fernschreibsendungen an die Abnehmer verteilt. 1979 begann die Umstellung auf elektronische Textverarbeitung und Textübermittlung mit Hilfe von Technik der japanischen Firma „Omron“. Von 1977 bis zum Ende der DDR 1989 war Günter Pötschke (1929–2006) Generaldirektor des ADN. Kurz nach dem Rücktritt von Erich Honecker als DDR-Staatschef veröffentlichte die ADN-Belegschaft Ende Oktober 1989 eine Stellungnahme, in der Änderungen in der Berichterstattung angekündigt wurden. Demzufolge sollte fortan vermieden werden, dass „das Volk nicht, schlecht oder gar falsch informiert wird“. Angestrebt wurde laut Stellungnahme, „den landesweiten gesellschaftlichen Dialog“ darzustellen, des Weiteren wollte man dafür sorgen, „daß die mit der eingeleiteten Wende verbundene radikale Erneuerung der Informationspolitik für die Leser, Hörer und Zuschauer der Medien täglich spürbar wird.“
Im Mai 1992 wurde der ADN mit noch 254 Mitarbeitern an den Deutschen Depeschendienst (ddp) verkauft. Nach der Insolvenz von ddp und ihrer Nachfolgegesellschaft dapd wurden die Rechte am Textarchiv durch den Insolvenzverwalter verkauft und sind heute im Besitz der dts Nachrichtenagentur. Das Archiv von ADN-Zentralbild mit etwa sieben Millionen Fotografien bis zurück in die Anfangsjahre der Fotografie wurde in das Bundesarchiv nach Koblenz überführt.

## Bereiche
Der Bereich Ausland umfasste die Gebiete Politik und Wirtschaft anderer Länder einschließlich der Bundesrepublik Deutschland, alle anderen Gebiete auf internationaler Ebene wurden mit im Bereich Inland behandelt, der sich in die Ressorts Politik, Wirtschaft, Kultur, Bildung/Wissenschaft und Sport untergliederte. Es gab einen Reportagedienst und einen speziellen Dienst für die wirtschaftliche Zusammenarbeit der RGW-Länder. Zugearbeitet wurde aus 15 Regionalbüros der DDR-Bezirke einschließlich Berlins. ADN verfügte über ein weltweites Korrespondentennetz. Die Auslandsbüros waren in der Regel von Ehepaaren besetzt, deren Auswahl der Zustimmung des Parteiapparates bedurfte.
Einem weiteren Bereich oblagen die Auslandssendungen des ADN, die auf der Grundlage des Basis-Dienstes erarbeitet und für die spezifischen Bedürfnisse ausländischer Abnehmer modifiziert und übersetzt wurden. Der Bereich Information belieferte fast ausschließlich die SED-Führung und die Regierung mit vertraulichen Berichten aus der Bundesrepublik Deutschland und dem Ausland. Dafür wurden vorwiegend dortige Nachrichten, Pressebeiträge sowie Funk- und Fernsehsendungen ausgewertet bzw. spezielle vertrauliche Korrespondentenberichte angefertigt.
Den Mitarbeitern des ADN stand in Altthymen bei Fürstenberg/Havel das Gut Mühlenhof als firmeneigene Ferienanlage zur Verfügung.

### Zentralbild
Zentralbild (abgekürzt ZB) wurde 1952 gegründet. Sie war fortan bis zur Wiedervereinigung die einzige Bildagentur der DDR. Sie wurde ab 1956 ein Teilbereich des ADN. 1991 wurde Zentralbild an die dpa verkauft und besteht bis heute als eigenständige Foto- und Bildagentur unter dem Dach der dpa fort. Das Archiv von Zentralbild wurde in das Bundesarchiv überführt.